# Grędziec
Grędziec (deutsch Schöningen) ist ein Dorf in der Woiwodschaft Westpommern in Polen. Es gehört zur Gmina Warnice (Gemeinde Warnitz) im Powiat Pyrzycki (Pyritzer Kreis).

## Geographische Lage
Das Dorf liegt in Hinterpommern etwa 30 Kilometer südöstlich von Stettin, knapp zwei Kilometer vom südöstlichen Ufer des Madüsees entfernt. Südlich des Dorfes verläuft von Südwest nach Nordost die Woiwodschaftsstraße 106.
Nachbarorte sind im Norden am Seeufer Wierzbno (Werben), im Osten entlang der Woiwodschaftsstraße Obryta (Groß Schönfeld), im Südosten jenseits der Woiwodschaftsstraße Czernice (Sehmsdorf) und im Süden entlang der Woiwodschaftsstraße Okunica (Friedrichsthal).
Südlich des Dorfes schloss sich der Wohnplatz Paß an, der heute wüst liegt.

## Geschichte
Das Dorf Schöningen wurde gegründet, nachdem der Madüsee 1770 unter Friedrich dem Großen abgesenkt worden war. Dadurch war Land gewonnen, vor allem aber konnte nun Bruchland trockengelegt werden. Für das Dorf wurde von der Feldmark des benachbarten Fleckens Werben Land abgezweigt, auf dem 20 Siedlerstellen geschaffen wurden. Die neue Siedlung erhielt den Namen Schöningen nach Hans Friedrich von Schöning, dem damaligen Präsidenten der Pommerschen Kriegs- und Domänenkammer, dessen Familie von Schöning auch in der Nähe begütert war. Der Baumeister David Gilly ließ zehn Zweifamilienhäuser und 24 Hopfengärtnerhäuser errichten. Die Erbverschreibungen der ersten Siedler stammen von 1774. Die ersten Siedler waren bunt gemischt, neben sechs Preußen waren dies fünf Mecklenburger, vier Kursachsen, drei Schweizer, ein Pole und ein Ungar. In Ludwig Wilhelm Brüggemanns Beschreibung des Herzogthums Vor- und Hinter-Pommern (1784) ist Schöningen unter den Dörfern des Amtes Pyritz aufgeführt.
In Heinrich Berghaus’ Landbuch des Herzogtums Pommern (1868) wurde Schöningen unter den ländlichen Ortschaften im Bezirk des Domänen-Rentamts Pyritz im Pyritzer Kreis aufgeführt. Damals lebten keine Nachkommen der oben genannten ersten Siedlerfamilien mehr im Ort. Das Dorf hatte damals 145 Einwohner in 21 Wohnhäusern. Die Kinder gingen damals in Werben zur Schule, wohin Schöningen auch eingepfarrt war.
Vor 1945 bildete Schöningen eine Landgemeinde im Kreis Pyritz der preußischen Provinz Pommern. Zur Landgemeinde gehörte neben Schöningen der Wohnplatz Paß. Die Gemeinde zählte im Jahre 1925 164 Einwohner in 35 Haushaltungen, im Jahre 1933 151 Einwohner und im Jahre 1939 nur noch 128 Einwohner.
Nach dem Zweiten Weltkrieg kam Schöningen, wie ganz Hinterpommern, an Polen. Das Dorf erhielt den polnischen Ortsnamen Grędziec, in Anlehnung an den Namen der slawischen Vorgängersiedlung des benachbarten Werben, Grindiz. Heute bildet es ein eigenes Schulzenamt in der Gmina Warnice (Gemeinde Warnitz).

## Persönlichkeiten: Söhne und Töchter des Ortes
- Hans-Jürgen Schlieker (1924–2004), deutscher Künstler, einer der bedeutendsten Vertreter des deutschen Informel